# MKM Stadion
A MKM Stadion (korábban: KC Stadion és KCOM Stadion) angol labdarúgóstadion, mely Kingston upon Hull városában található. 
Az angol Hull City használja 2003 óta. 
Az aréna maximális befogadóképessége 25 400 néző.

## Fordítás
Ez a szócikk részben vagy egészben  a   KC Stadium című angol Wikipédia-szócikk ezen változatának fordításán alapul.  Az eredeti cikk szerkesztőit annak laptörténete sorolja fel. Ez a jelzés csupán a megfogalmazás eredetét és a szerzői jogokat jelzi, nem szolgál a cikkben szereplő információk forrásmegjelöléseként.